# Araschnia porima
Araschnia porima är en fjärilsart som beskrevs av Ferdinand Ochsenheimer 1807. Araschnia porima ingår i släktet Araschnia och familjen praktfjärilar. Inga underarter finns listade i Catalogue of Life.